# 根津憲三
根津 憲三（ねづ けんぞう、1905年1月9日 - 1989年3月16日）は、日本のフランス文学者、翻訳家、早稲田大学名誉教授。

## 編著
- 世界文学鑑賞辞典 第2 フランス・南欧 古典〔編〕 東京堂出版 1967
- フランス文学辞典 新庄嘉章共編 東京堂出版 1972

## 翻訳
- コンゴ紀行 ジイド全集 第10巻 金星堂 1934
- 一粒の麦若し死なずば 新庄嘉章共訳 ジイド全集 第14巻 金星堂 1934 のち角川文庫
- グズラ プロスペル・メリメ全集 第5巻 河出書房 1939
- 襯衣 アナトオル・フランス短篇小説全集 第6巻 白水社 1940
- 三つの名 コレット、ポオル・ヴァレリイ、ポオル・モオラン共著 エヌ・エル・エフ小説集 青木書店 1940
- パストゥールとその業績 L.デクール 三省堂 1941
- 月光 モーパッサン 二見書房 1946 (名作恋愛小説集)
- 民約論 ルゥソー 春秋社 1949 (大思想選書)
- 楽屋裏の話 アナトオル・フランス長篇小説全集 第13巻 白水社 1950
- お菊さん ピエール・ロチ 白水社 1952
- フィリップ全集 第1巻 やさしいマドレーヌ 哀れなマリー 四つの哀れな恋物語 白水社 1952
- ラレ中慰の結婚 モーパッサン全集 第1巻 春陽堂書店 1955
- コルシカの山賊 モーパッサン全集 第3巻 春陽堂書店 1955
- 白と青 未刊の歴史の一頁 モーパッサン全集 第7巻 春陽堂書店 1955
- ボンバール モーパッサン全集 第9巻 春陽堂書店 1956
- わが英人諸君 モーパッサン全集 第10巻 春陽堂書店 1956
- ソヴィエト紀行 ジイド全集 第10 角川書店 1958
- コント・ミスティック 第三書房 1960.2
- 神々は渇く アナトール・フランス 1961 (角川文庫)

| スタブアイコン | サブスタブ | この項目は、まだ閲覧者の調べものの参照としては役立たない、人物に関連した書きかけの項目です。この項目を加筆・訂正などしてくださる協力者を求めています（P:人物伝/PJ:人物伝）。 |